# Ổn định kinh tế vĩ mô
Ổn định kinh tế vĩ mô hay ổn định kinh tế (Economic stability) là một thuật ngữ kinh tế học, chỉ sự ổn định về các chỉ số kinh tế mang tầm vĩ mô.

## Các định nghĩa[1]

### Thế giới
Ổn định kinh tế vĩ mô, theo định nghĩa của thế giới, là giảm thiểu những biến động trong ngắn hạn của các chỉ số kinh tế mang tầm vĩ mô như tỷ giá, GDP, tỷ lệ thất nghiệp,... Định nghĩa này được đưa ra dựa vào định nghĩa về kinh tế vĩ mô là kinh tế của cả một quốc gia và sức khỏe của nền kinh đó được đo lường bằng các chỉ tiêu trên.

### Việt Nam
Khác với thế giới, Việt Nam dường như lại dùng cụm từ "ổn định kinh tế vĩ mô" theo một cách khác. Thay vì bao trùm những nhiệm vụ đại loại được kể như trên, ổn định kinh tế vĩ mô lại được tách ra trở thành một nhiệm vụ với chúng. Cách dùng này thể hiện sự mơ hồ, bởi vì đúng là ổn định kinh tế vĩ mô là một nhiệm vụ, nhưng lại không phải nhiệm vụ tổng quát mà chỉ là một nhiệm vụ đơn lẻ.